# Fontenai-sur-Orne

Fontenai-sur-Orne este o comună în departamentul Orne, Franța. În 1 ianuarie 2018 avea o populație de 316 de locuitori.